# Singa Gätgens
Singa Gätgens (Amburgo, 1º aprile 1975) è un'attrice e conduttrice televisiva tedesca.

## Carriera

### Attrice
Dal 1991 al 1993 interpretò la protagonista nella serie televisiva per bambini Neues vom Süderhof. Negli anni successivi partecipò come attrice non protagonista alle serie Gegen den Wind, Der Landarzt, e Blankense. Nel 2010 venne ingaggiata dalla Deutsche Post per girare un breve filmato introduttivo riguardante l'E-Postbrief.

### Conduttrice
Il suo primo incarico lo ottenne nel 1996: per ZDF condusse a Pasqua 1996 e 1997, e durante l'estate del 1997 la Trasmissione Ferienfieber. Dal 1997 al 2007 condusse Pumuckl TV e dal 1999 al 2001 il quiz televisivo Boing assieme a Benedikt Weber. Dal 2006 al 2007 condusse la trasmissione Cool oder Crash, prodotta da BR.
Singa Gätgens appartenne sin dall'inizio al team di conduttori del KiKA, presso il quale condusse, assieme a Juri Tetzlaff, il 01 gennaio 1997, la prima trasmissione del canale. Nel corso degli anni condusse diverse trasmissioni informative o interattive, tra le altre anche Kikania, e, sempre assieme a Juri Tetzlaff, la trasmissione Mit-Mach-Mühle. Das Baumhaus, in onda poco prima di Sabbiolino, venne condotto in alternanya con Tetzlaff dalle 18:50 alle 19:00 Uhr su KiKA.

### Voce narrante
Singa Gätgens è inoltre la voce narrante dell'audiolibro e del film d'animazione Paddy, der kleine Pirat.

## Vita privata
Singa Gätgens ha sposato un ingegnere meccanico e pratica hockey su ghiaccio a livello amatoriale.

## Filmografia

### Televisione
- 1991–1993: Neues vom Süderhof (13 Puntate)
- 1992: Der Landarzt (Puntate 4x03–4x04)
- 1995: Gegen den Wind (Puntata 1x14)
- 2004: Die Kinder vom Alstertal (Puntate 6x04–6x05)
- 2014: Schloss Einstein

### Conduttrice
- 1996: Osterferienfieber
- 1996: Sommerferienfieber
- 1996–2007: Pumuckl TV
- 1998: Kixx
- 1999: Boing
- dal 2004: Tanzalarm
- 2004: Cool oder Crash
- dal 2005: Baumhaus
- 2005–2011: Mit-Mach-Mühle
- 2007: Platz für Helden
- dal 2009: Singas Musik Box
- dal 2009: LandTour